# Ptygonotus hocashanensis
Ptygonotus hocashanensis är en insektsart som beskrevs av Zheng, Z. och Hang 1974. Ptygonotus hocashanensis ingår i släktet Ptygonotus och familjen gräshoppor. Inga underarter finns listade i Catalogue of Life.